# Mochlosoma furtum
Mochlosoma furtum là một loài ruồi trong họ Tachinidae.